# Auriculella castanea
Auriculella castanea là một loài ốc sên nhiệt đới hô hấp trên cạn, là động vật thân mềm chân bụng có phổi sống trên cạn thuộc họ Achatinellidae. Nó là loài đặc hữu của Hoa Kỳ.